# Fluorid arseničný
Fluorid arseničný je chemická sloučenina arsenu a fluoru se vzorcem AsF5.

## Výroba
Fluorid arseničný se vyrábí reakcí arsenu a fluoru v přesném poměru (pokud by bylo méně fluoru, vznikal by také fluorid arsenitý):
2 As + 5 F2 → 2 AsF5.
Lze jej také vyrobit slučováním fluoridu arsenitého s fluorem:
AsF3 + F2 → AsF5.

## Vlastnosti a struktura
Za normálních podmínek je AsF5 bezbarvý plyn, jehož molekula má tvar trigonální bipyramidy (dva trojboké jehlany se společnou podstavou).
V pevném skupenství jsou délky osních vazeb (dvě sousední svírají pravý úhel As-F 171,9 pm a délky zbylých dvou vazeb jsou 166,8 pm.

## Reakce
Fluorid arseničný vytváří halogenidové komplexy, například s fluoridem siřičitým tvoří iontový komplex:
AsF5 + SF4 → SF3+ + AsF6−.

## Bezpečnost
Fluorid arseničný je prudký jed, který nejvíce poškozuje jaterní buňky. Má zřetelný zápach podobný zápachu plynného vinylchloridu.

## Podobné sloučeniny
- fluorid fosforečný
- fluorid antimoničný
- fluorid bismutičný

- chlorid arseničný
- fluorid arsenitý
- oxid arseničný